# مسلط (فلم)
مُسَلَّط (بالتركية: Musallat) هو فيلم رعب تركي من إخراج ألبير ميستشي سنة 2007.
تم تصوير الفيلم بإسطنبول وبرلين.

## القصة
يحكي الفيلم عن قصة زوجين شابين تزوجا حديثاً، إلا أنه إثر زواجهما يبدأ الزوج بعيش كابوس حقيقي، كعامل مطعم في برلين تحيطه الأشياء المزعجة والكوابيس، ولا يستطيع الخروج منها أو حتى الاتصال بعائلته وكأنه منعزل تماما عن هذا العالم.

## روابط خارجية
- مقالات تستعمل روابط فنية بلا صلة مع ويكي بيانات